# Amtsbezirk Braunau
Der Amtsbezirk Braunau war eine Verwaltungseinheit im Innkreis in Oberösterreich.
Der Amtsbezirk war der Kreisbehörde in Ried im Innkreis, unterstellt und besorgte deren Amtsgeschäfte vor Ort. Die Zuständigkeit erstreckte sich neben Braunau auf die damaligen Gemeinden St. Georgen, Gilgenberg, Handenberg, Mining, Neukirchen, St. Peter, Ranshofen, Schwand und Überaggern und umfasste damals eine Stadt und 188 Dörfer.